# 技術型高級中等学校
技術型高級中等学校（ぎじゅつがたこうきゅうちゅうとうがっこう）は、台湾の普通型高級中等学校の一種。工業技術型高級中等学校の目的は、専門知識（知識・技能）を教え、職業倫理を養い、実践的な技術者を育成し、その基礎を築くことである。 しかし、高級中学の役割は、学習理念や熟練した職業系への進級を促進する理念の面で変容しつつある。 この段階では、学生の職場に必要な基本的な専門知識・スキルの育成に加え、学生の進学ニーズや他の専門分野を開拓する機会にも対応しなければならないため、「専門化より広域化」「ディレイドストリーミング」の原則に基づきカリキュラムが設計される。
卒業後に進学を希望する場合、進学のための学問体系は「4技能2専門」です。 各段階の専門内容については、高等職業段階では、主に学生の基礎能力の育成と学業継続への意欲と能力の向上に重点を置き、四技術・二技術段階では、学生の専門能力の育成、管理能力の育成、自主的判断、生涯学習を徐々に強化し、学生の基礎能力の育成と職業能力の育成を同時にケアしていくことになる。
当初は工業、商業、農業、家政、海事水産、芸術の6大分野に分かれていたが、2010年から「クラスター」への展開が計画され、専門学校のクラスターシラバスを応用し、機械、動力機械、電気電子、土木建築、化学、農業、食品、水産、海事、商業・経営、デザイン、外国語、家政、飲食、芸術の15クラスターに分かれることになった。 家庭科は「生活応用」と「保育」に分かれているなど、クラスターが細分化されているものもあります。 各クラスターは、その専門カリキュラムの枠組みとして、クラスター共通のコアコンピテンシーを持った学生の育成、各クラスターの関連産業におけるジュニア人材の育成、関連専門分野での学習や次のレベルでの更なる専門知識の基礎固め、4技能・2専門分野での更なる学習につなげていくことを目標としています。 教育省は各高等教育プログラムのシラバスを作成し、教科書は教育省の国立教育研究所が開発・出版し、学校で使用することができます。
いまや高等教育への道は多様化し、身近なものとなっています。 共通入学試験は例年5月に実施され、4つの高等専門学校の高等教育群と対応する学部によって20のクラスターに分けられる。 クラスタカテゴリーには、共通3科目（中国語、英語、数学）に加えて、2つの専門科目が含まれています。 標準試験を受験して結果を得た受験者は、選抜・入学部門、昼間部門、進学部門（夜間部門ともいう）の共同登録・配布を申請し、個人の目標や希望に応じて、希望の専門学校へ進学することができるのです。 また、技術力のある学生を奨励するため、統計的な試験結果を考慮しない「技術力のある学生の入学保証・選抜経路」を用意しています。 また、理工学部では、定員を増やすために「スタープロジェクト」を実施しています。 これは、可能性を秘めたすべての高校生に質の高い高専で学ぶ機会を提供し、将来の社会の「中堅」を育てるためです。 卒業後は、大学卒業と同等の学位が得られ、国内外の研究機関への進学も可能です。